# Actio fiduciae
Die actio fiduciae war im antiken römischen Recht eine (persönliche) Klage auf Rückübereignung einer an den Gläubiger zur Besicherung einer Forderung übertragenen Sache (Auflösung der Treuhandfunktion nach Forderungserfüllung). Nach heutigem Verständnis verfolgte die Klage die Beendigung einer pfandrechtlichen Sicherungsübereignung (fiducia cum creditore).
Ausgangssituation: Die Begründung der Treuhand erforderte eine schuldrechtliche Vereinbarung und einen dinglichen Übertragungsakt. Der Schuldner (oder auch ein Dritter) übertrug dem Gläubiger einer Forderung (schuldrechtliche Vereinbarung) im Wege der in iure cessio, häufiger noch der mancipatio, ziviles Eigentum (dinglicher Übertragungsakt) an einer res mancipi. Die Eigentumsübertragung war an die Nebenabrede (pactum fiduciae) gekoppelt, dass mit Tilgung der Schuld aus dem zugrundeliegenden Kausalgeschäft die Eigentumsübertragung rückabgewickelt wird. Die Sicherungsübereignung (fiducia cum creditore contracta) diente der Stärkung der Gläubigerstellung, beinhaltete aber einen treuhänderischen Zweck. Der Gläubiger verpflichtete sich somit, das Sicherungseigentum nach Tilgung der Schuld an den Schuldner zurück zu übertragen. Erst wenn die Zahlung des Schuldners aus dem besicherten Geschäft ausfiel, durfte von der Rückübertragung abgesehen werden.
Mit dem Erlöschen der Forderung erwuchs dem Schuldner die actio fiduciae. Die Verurteilung wirkte infamierend, was den Verlust der bürgerlichen Ehre nach sich zog. Der zu Unrecht angegangene Eigentümer konnte „Rückübertragungsansprüche“ mittels der actio fiduciae contraria (Gegenklage) abwehren.
Die Sicherungsübereignung stammte aus der Frühzeit der römischen Republik und war noch zuzeiten der klassischen Kaiserzeit weit verbreitet. Zusammen mit dem förmlich-rituellen Übereignungsgeschäft der mancipatio ging sie während der Nachklassik unter und war zur Zeit der justinianischen Kodifikationen in der Spätantike dann völlig verschwunden. Die Sicherungsübereignung war fortan konsequent durch das Pfandrecht (pignus) ersetzt worden, das keinen (temporären) Eigentumsverlust zur Folge hatte.